# Elizabeth Mitchell
Elizabeth Mitchell, geboren als Elizabeth Joanna Robertson, (Los Angeles, 27 maart 1970) is een Amerikaanse actrice.

## Levensloop
Mitchell werd geboren in Los Angeles, en verhuisde als baby naar Dallas in Texas. Daar groeide ze op in een gezin met drie zussen, waarvan zij de oudste is. Haar middelbareschoolperiode bracht ze door op de Booker T. Washington High School for the Performing and Visual Arts, een school die veel artiesten (onder andere Erykah Badu en Norah Jones) voortbracht. In 1991 studeerde ze af aan Stephens College. In de jaren 90 was ze vooral op het toneel te zien, ze werkte voor het Dallas Theatre Center en voor Encore Company. 1998 betekende haar doorbraak toen ze een van de hoofdrollen mocht spelen in de televisiefilm Gia met Angelina Jolie.
Na rolletjes in de televisieseries JAG, Significant Others, Time of Your Life, CSI: Crime Scene Investigation, Boston Legal, ER en House M.D. gehad te hebben werd ze in 2006 wereldwijd bekend door de vertolking van de rol van Juliet Burke in de serie Lost.

### Privéleven
Mitchell trouwde op 13 juni 2004 met acteur Chris Soldevilla. Samen kregen ze in 2005 een zoon.

## Filmografie
- Loving (1994-1995), televisieserie, als Dinah Lee Mayberry Alden McKenzie
- JAG (1997), televisieserie, als Lt. Sandra Gilbert
- Gia (1998), televisiefilm, als Linda
- Molly (1999), film, als Beverly Trehare
- Frequency (2000), als Julia 'Jules' Sullivan
- The Linda McCartney Story (2000), als Linda McCartney
- Nurse Betty (2000), als Chloe Jensen
- ER (2000-2001), televisieserie, als Dr. Kim Legaspi
- The Santa Clause 2, 2002, als Principal Carol Newman and Mrs. Claus
- Law & Order: Special Victims Unit, 2003, televisieserie, als Andrea Brown
- CSI: Crime Scene Investigation (2003), televisieserie, als Melissa Winters
- The Lyon's Den (2003), televisieserie, als Ariel Saxon
- Boston Legal (2004), televisieserie, als Christine Pauley
- 3: The Dale Earnhardt Story (2004), televisieserie, als Teresa Earnhardt
- House (2004), televisieserie, als Sister Mary Augustine
- Running Scared (2006), als Edele
- The Santa Clause 3: The Escape Clause (2006), als Mrs. Claus/Carol Calvin
- Lost (2006-2010), televisieserie, als Juliet Burke
- V (2009-2011), televisieserie, als Erica Evans
- Revolution (2012-2014), televisieserie, als Rachel Matheson
- Kristin's Christmas Past (2013), televisiefilm, als Barbara Cartwell
- Once Upon a Time (2014). televisieserie, als Ingrid the Snow Queen
- Crossing Lines (2015), televisieserie, als Carine Strand
- The Purge: Election Year (2016), film, als senator Charlie Roan